# Бабино (Глазовський район)
Ба́бино (рос. Бабино) — присілок в Глазовському районі Удмуртії, Росія.

## Населення
Населення — 56 осіб (2010; 63 в 2002).
Національний склад станом на 2002 рік:
- удмурти — 95 %

## Урбаноніми[3]
- вулиці — Бабинська, Юкаменська